# Aglia rubella
Aglia rubella är en fjärilsart som beskrevs av Standfuss 1914. Aglia rubella ingår i släktet Aglia och familjen påfågelsspinnare. Inga underarter finns listade i Catalogue of Life.